# Propylgrupp
En propylgrupp är en funktionell grupp i organiska kemiska föreningar med strukturformeln -CH2CH2CH3. Namnet propyl är härlett från propan, CH3CH2CH3.

## Isomera former och äldre nomenklatur

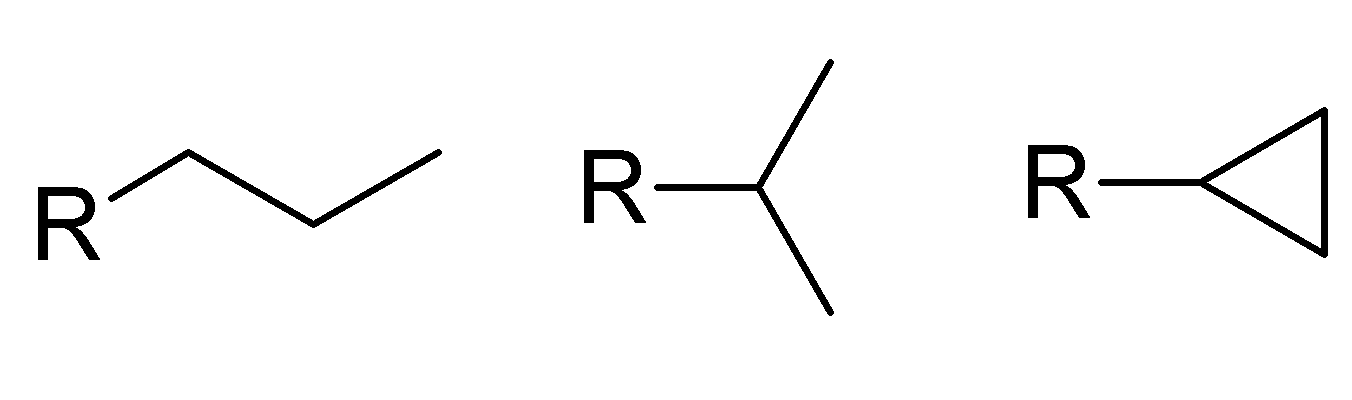
Olika funktionella grupper med "propyl" i namnet. Från vänster propylgrupp, "isopropylgrupp" och cyklopropylgrupp. De två första är isomerer med summaformeln -C_{3}H_{7} medan den sista har summaformeln -C_{3}H_{5}.

I aktuell IUPAC-nomenklatur betyder propyl enbart en funktionell grupp med tre kolatomer där bindningen sitter på änden. En äldre beteckning för en sådan grupp är n-propyl, som skall utläsas "normalpropyl".
En grupp med bindningen på den mittersta gruppen, vilket motsvaras av strukturformeln -CH(CH3)2, betecknas 1-metyletyl med aktuell nomenklatur. Den äldre beteckningen isopropylgrupp används ibland på en sådan grupp, som har samma summaformel som en propylgrupp, -C3H7.